# Association of Volleyball Professionals

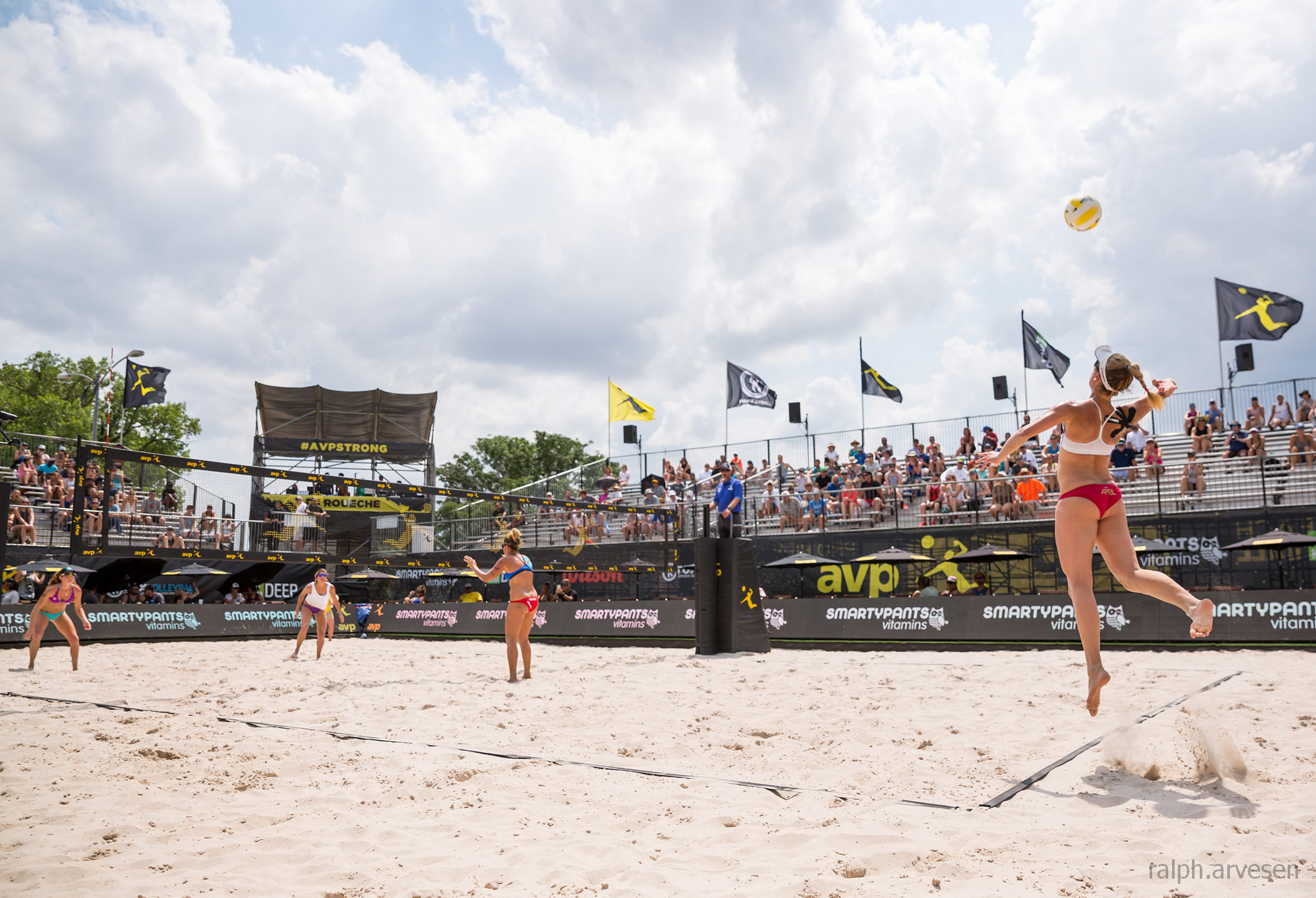
Wedstrijd met April Ross en Whitney Pavlik bij het AVP-toernooi in Austin (2017)

De Association of Volleyball Professionals (AVP) is een Amerikaanse beachvolleybalorganisatie met het hoofdkantoor in Newport Beach. De AVP werd in 1983 opgericht en vertegenwoordigt de belangen van de spelers. Sinds 1984 organiseert ze een eigen competitie met wedstrijden in verschillende Amerikaanse steden: de AVP Tour. In eerste instantie was deze alleen voor mannen bedoeld, totdat er in 1993 voor het eerst toernooien voor vrouwen werden gehouden. Zij waren voorheen actief in de competitie van de Women's Professional Volleyball Association (WPVA). Het toernooi in Manhattan Beach, dat al sinds 1960 plaatsvindt, geldt als een van de meest prestigieuze wedstrijden in de competitie.